# 布宜诺斯艾利斯国
布宜诺斯艾利斯国（西班牙語：Estado de Buenos Aires）是一个存在于1852年—1861年的分裂政权。1852年9月11日，布宜诺斯艾利斯省因为不满意1853年頒布的宪法，而脱离阿根廷邦联并成立。布宜诺斯艾利斯国一直未得到阿根廷邦联和其他国家的承认。布宜诺斯艾利斯国拥有自己的宪法与政府。
1859年10月23日，邦联军在塞佩达战役击败布宜诺斯艾利斯军，并签署《圣何塞·德·弗洛雷斯条约》加入阿根廷共和国。1861年，布宜诺斯艾利斯军在帕文战役获胜后，重新并入阿根廷。

## 领土
布宜诺斯艾利斯国占据的面积远小于现今的省份，但其领土主张包括向南延伸的土地，包括由马普切人和特韦尔什人控制的土地，安第斯山脉、门多萨省南部，巴塔哥尼亚和马尔维纳斯群岛。

1854年4月颁布的布宜诺斯艾利斯国宪法规定了以下国土范围：
Artículo 2. Sin perjuicio de las cesiones que puedan hacerse en congreso general, se declara: que su territorio se extiende norte-sud, desde el arroyo del Medio hasta la entrada de la Cordillera en el mar, lindando por una línea al oeste-sudoeste, y por el oeste con las faldas de las cordilleras, y por el nordeste y este con los ríos Paraná y Plata, y con el Atlántico, comprendiendo las islas de Martín García y las adyacencias a sus costas fluviales y marítimas.
他的领土主张与门多萨省的主张（被列入1854年12月24日批准的宪法）和智利共和国的1833年宪法的地区重叠。 
布宜诺斯艾利斯在并入阿根廷共和国后，1862年10月17日颁布的国家第28号法，主张所有超出各省领土都是国家领土。并在1878年10月5日的第947号法确定了边界。 

## 组建
在布宜诺斯艾利斯省长胡安·曼努埃尔·德·罗萨斯被恩特雷里奥斯省长胡斯托·何塞·德·乌尔基萨率领大联军推翻后，军队定驻在布宜诺斯艾利斯。乌尔基萨的军事胜利体现在通过联邦制宪法管理阿根廷邦联。对布宜诺斯艾利斯的强制措施之一是将其港口海关收入国有化，并将布宜诺斯艾利斯联邦化，变为联邦首都。但这不被布宜诺斯艾利斯人民看好，由于海关的收入，他们经历了比其他省份高得多的繁荣。因此，一些政治家团体支持将布宜诺斯艾利斯排除在新的联邦宪法之外。
1852年9月11日革命夺取了政权，并驱逐乌尔基萨将军的支持者和代表。考虑到它受到民众的支持就没有镇压他们。乌尔基萨得知布宜诺斯艾利斯宣布不承认任何国家以外的国家权威。
同年12月由希拉里奥·拉各斯上校领导的反革命，试图说服乌尔基萨再次尝试以武力统一国家，特别是当布宜诺斯艾利斯军队在圣格雷戈里奥战役中被击败。他提议围攻布宜诺斯艾利斯。尽管乌尔基萨的军队在围攻者中出现并且对该城市进行了海上封锁，但布宜诺斯艾利斯政府的财政和经济优势，迫使拉各斯和乌尔基萨在次年年中解除了包围。
许多入侵行动（如杰罗姆·科斯塔、何塞·玛丽亚·弗洛雷斯和拉各斯的行动）都被轻易打败，而且没有改变政府的政治和经济发展。

## 政府
1852年9月11日革命后，曼努埃尔·吉列尔莫·平托将军被任命为布宜诺斯艾利斯国行政首长。
1854年新宪法通过。赋予的权力类似于阿根廷邦联宪法，但设立了四年的政府任期，不同与邦联总统的六年任期。此外，布宜诺斯艾利斯宪法承认官方宗教为天主教，而邦联声明了“联邦政府支持马天主教使徒崇拜”。其他区别有通过代表院（Sala de representantes）选举省长，以及立法议会（由参议院和代表院组成）的存在。

### 行政长官列表

#### 行宪前
| 画像 | 行政长官               | 上任日期       | 离任日期       |
|      | 曼努埃尔·吉列尔莫·平托 | 1852年9月11日  | 1852年10月31日 |
|      | 巴伦廷·阿尔西纳        | 1852年10月31日 | 1852年12月7日  |
|      | 曼努埃尔·吉列尔莫·平托 | 1852年12月7日  | 1853年6月28日  |
|      | 帕斯托·欧布里加多      | 1853年7月24日  | 1854年5月27日  |

#### 行宪后
| 画像 | 行政长官          | 上任日期       | 离任日期       |
|      | 帕斯托·欧布里加多 | 1854年5月27日  | 1858年12月21日 |
|      | 巴伦廷·阿尔西纳   | 1858年12月21日 | 1859年11月8日  |
|      | 菲利普·拉瓦罗勒   | 1859年11月8日  | 1860年5月3日   |
|      | 巴托洛梅·米特雷   | 1860年5月3日   | 1862年10月11日 |

## 经济与发展
布宜诺斯艾利斯国由于海关收入，所以享受着繁荣。而与以往不同，他不必与阿根廷邦联的其他政府分享或用于军事开支。

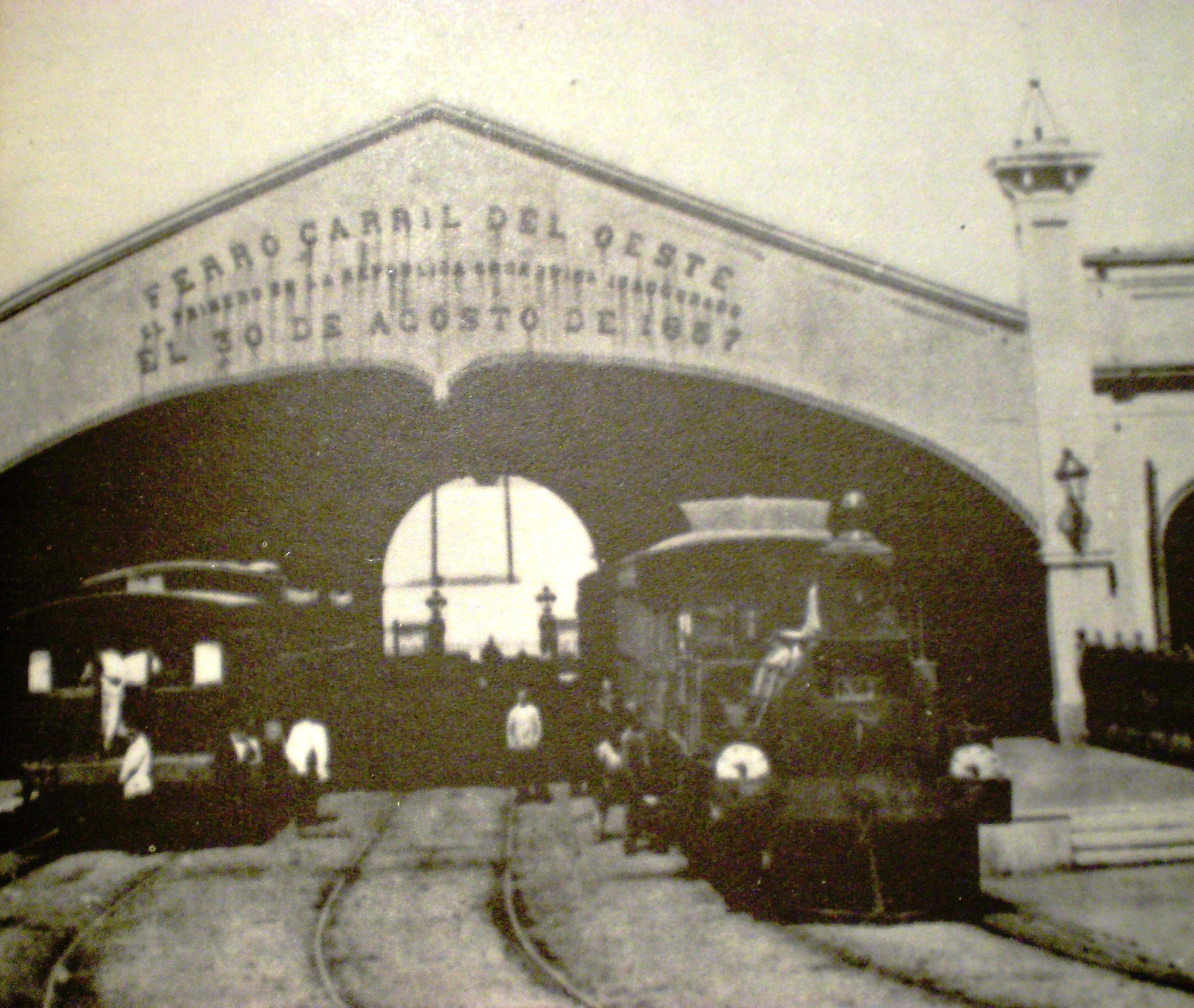
El Ferrocarril Oeste, símbolo de la autocapitalización que había logrado Buenos Aires, en la estación Del Parque.

在欧布里加多政府期间，海关提供的资金用于改善布宜诺斯艾利斯的基础设施。创办了多所小学，为布宜诺斯艾利斯国立学院奠定了基础，将旧堡垒转变为城镇，并开始提供自来水和煤气服务。
统治期间，建立了几个目前属于布宜诺斯艾利斯省的城镇，如奇维尔科伊（1854年）、布拉加多（1854年）、拉斯弗罗尔斯（1856年）和洛马斯-德萨莫拉（1860年）。此外，原因是俄罗斯因克里米亚战争而退出市场，以及世界经济周期有利于畜牧业活动的扩大，致使1850年代畜牧业的繁荣。1855年，小麦产量开始超过当地需求，少量小麦可供出口。需求导致小麦产区的扩大，同时也伴随着面粉厂的技术改进。1850年代，应用于磨坊的蒸汽机已经普及。
他与邻国、欧洲国家甚至是和邦联签订多项贸易协定。1857年8月30日，阿根廷的第一条铁路，布宜诺斯艾利斯西部铁路开始运行，其La Porteña机车从现在拉瓦勒街的公园广场（Plaza del Parque）到弗洛雷斯共长10公里。
1859年，曾举办一次农业展览，展示了在该领域取得的技术进步。与此同时，在多明戈·福斯蒂诺·萨米恩托的推动下，教育也取得了增长。他还发行了纸币，并在南方开展了针对原住民的军事行动。
1859年左右，与阿根廷邦联的武装冲突开始时，经济发展停滞。

## 与邦联的冲突和解散
邦联总统胡斯托·何塞·德·乌尔基萨致信布宜诺斯艾利斯首长，表示布宜诺斯艾利斯将在1859年“通过理智或武力”加入联邦，这在布宜诺斯艾利斯被视为宣战书，冲突爆发。
尽管乌尔基萨后来说“通过武力”是指经济或外交障碍，但双方军队都为武装冲突做好了准备。 
1859年10月23日，塞佩达战役爆发，以乌尔基萨的胜利结束。在邦联军的胜利后，签署了《圣何塞·德·弗洛雷斯条约》，布宜诺斯艾利斯根据该条约承诺，在一定条件下和事先考虑到布宜诺斯艾利斯观点的宪法改革，并入阿根廷。该条约于1860年实现。 
尽管如此，布宜诺斯艾利斯和阿根廷邦联之间的战争仍在继续。1861年9月17日，帕文战役爆发，最终以布宜诺斯艾利斯部队指挥官巴托洛梅·米特雷取得胜利。这样子布宜诺斯艾利斯以遵守该省规定的条款，回归邦联得到了同意。米特尔省长解散了布宜诺斯艾利斯国，废黜了政府，担任事实上的总统，并于1862年10月12日成为宪法总统。 